# Жуковский, Николай Леонтьевич
Николай Леонтьевич Жуковский (1820 или 1821—1854) — капитан Минского пехотного полка, герой Крымской войны.

## Биография
Родился в 1820 или 1821 году. Служил в Минском пехотном полку.
К открытию Крымской войны был капитаном и командовал в Минском полку ротой. С самого начала Севастопольской обороны Жуковский состоял в гарнизоне города.
24 октября 1854 года во главе 3-го батальона полка совершил вылазку с 6-го бастиона на французские позиции и при атаке захватил левый фланг вражеской батареи; во время боя на батарее получил пулевую рану в предплечье.
31 октября 1854 года при отражении штурма был тяжело ранен в икру левой ноги. Эвакуирован на Северную сторону, а затем перевезён в Симферопольский военно-сухопутный госпиталь. Несмотря на все усилия врачей скончался в госпитале 15 ноября. Похоронен в Симферополе на Старом городском христианском кладбище.
Поскольку документы о смерти Жуковского пришли в Санкт-Петербург с запозданием, то Высочайшим приказом от 15 декабря 1854 года он, ещё формально числясь в живых, за отличие в вылазке был удостоен ордена св. Георгия 4-й степени (№ 9551 по кавалерскому списку Григоровича — Степанова). Таким образом Жуковский стал первым кавалером ордена св. Георгия, награждённым этим орденом посмертно.